# Maslianico
Maslianico är en ort och kommun i provinsen Como i regionen Lombardiet i Italien. Kommunen hade 3 331 invånare (2018).